# 케빈 클래시
케빈 클래시(Kevin Clash, 1960년 9월 17일 ~ )는 미국의 인형극 배우이자 성우이다.

## 출연 작품
- 해피타임 스파이 (2018)
- 머펫 대소동 (2011)
- 비잉 엘모 (2011)
- 머펫의 오즈의 마법사 (2005)
- 엘모의 대모험 (1999)
- 별나라에서 온 머펫 (1999)
- 머펫의 보물섬 (1996)
- 다이너소어 (1991)
- 닌자 거북이 2 : 어메이징 닌자 (1991)
- 닌자 거북이 (1990)
- 라비린스 (1986)
- 팔로우 댓 버드 (1985)